# Rödhandad tamarin
Rödhandad tamarin (Saguinus midas) är en primat i familjen kloapor (Callitrichidae) som förekommer i norra Sydamerika.

## Utseende
Pälsens grundfärg är mörkbrun till svartaktig. Kännetecknande är de röda eller gulaktiga händer och fötter. Det mörka ansiktet saknar hår och de stora öronen syns tydlig utför pälsen. Med undantag av stortån (som har en nagel) är alla tår utrustade med klor. Arten har olika körtlar och vätskan används för att markera reviret samt för informationsutbytet mellan individerna. Kroppslängden ligger mellan 21 och 28 cm och därtill kommer en 31 till 44 cm lång svans. Vikten varierar mellan 400 och 550 gram.

## Utbredning och habitat
Rödhandad tamarin förekommer norr om Amazonfloden och öster om Rio Negro fram till Sydamerikas nordöstra kustlinje. Området sträcker sig över dalar av Brasilien, Guyana, Franska Guyana och Surinam. Habitatet utgörs främst av tropisk regnskog i låglandet och i kulliga regioner. Arten hittas även i andra skogar och i parker i samhällen.

## Ekologi
Denna primat är allätare och livnär sig av frukter, blommor, nektar och andra växtdelar som naturgummi. Dessutom äter den grodor, ödlor, ormar, fåglar, insekter och spindeldjur.
Arten lever i små flockar med två till åtta individer som har ett cirka 10 hektar stort revir. Individerna vistas främst i träd där de rör sig livlig. De kan till exempel hoppa från 20 meters höjd ner till marken utan att få någon skada.
Vanligen parar sig bara den dominanta honan i flocken med en eller flera hannar. Efter dräktigheten som varar omkring 140 dagar föds oftast tvillingar eller sällan tre ungar. Ungarna vårdas av alla medlemmar i flocken. Modern slutar efter två till tre månader med digivning och efter 16 till 20 månader är ungarna könsmogna.
Livslängden är omkring 10 år.

## Rödhandad tamarin och människor
Primaten jagas mycket sällan för svansens skull som används som prydnad. Annars är inga avgörande hot kända. IUCN betraktar beståndet som stabilt och listar arten som livskraftig (LC).